# Eva Rivas
Eva Rivas (armeniska: Եվա Ռիվաս, ryska: Ева Ривас; född Valerija Aleksandrovna Resjetnikova-Tsaturjan, Валерия Александровна Решетникова-Цатурян), född 13 juli 1987 i Rostov-na-Donu i Sovjetunionen, är en armenisk sångerska som representerade Armenien vid Eurovision Song Contest 2010 i Oslo med låten "Apricot Stone". Hon slutade på en sjunde plats med 141 poäng.